# Hervey Allen
William Hervey Allen (* 8. Dezember 1889 in Pittsburgh; † 28. Dezember 1949 in Miami) war ein amerikanischer Schriftsteller.

## Leben und Werk
Allen war der Sohn des Unternehmers Hervey Allen Sr. und seiner Frau Helen Eby Meyers Allen. Er verließ die High School ohne Abschluss und wechselte 1913 an die U.S. Naval Academy, verletzte sich dort bei einem Sportwettbewerb und musste die Akademie verlassen. Mit der National Guard seines Heimatstaates war er während der mexikanischen Revolution an einer Strafexpedition der USA beteiligt. Im Ersten Weltkrieg wurde Allen in Frankreich als Leutnant der US-Armee eingesetzt und verwundet, Erlebnisse, die er später auch in seine Werke einfließen ließ. Nach dem Krieg schloss er ein Studium der Wirtschaftswissenschaften an der University of Pittsburgh ab und setzte seine Ausbildung in Harvard fort.
Nach dem Studium unterrichtete er  Englisch und hielt Vorlesungen über amerikanische Literatur an der Columbia University und über Modern Poetry am Vassar College. Dort lernte er Annette Andrews als Studentin kennen. Nach Abschluss ihres Studiums heirateten die beiden. Da seine Frau 19 Jahre jünger war als er und vorher seine Studentin, war die Hochzeit ein Skandal.
Allen schrieb Gedichte und Romane. Schon 1916 wurde mit Ballads of the Border ein erstes Werk veröffentlicht. Bedeutung erlangten das seine Fronterlebnisse in Frankreich schildernde Buch Toward the Flame (Flammen vor uns) (1926) und Israfel, eine Biografie Edgar Allan Poes (ebenfalls 1926). Weltruhm erwarb er durch den abenteuerlichen Entwicklungsroman Anthony Adverse 1933, dt. Antonio Adverso Deutsche Verlags-Anstalt 1947. Der Roman umfasst in neun Büchern die Zeitspanne von etwa 1780 bis 1840 und führt den Helden von der Kindheit in einem italienischen Waisenhaus und Livorno über das kaiserliche Frankreich, als Kaufmann nach Kuba und Nordamerika, als Sklavenhändler nach Afrika bis zu seinem Ende als Siedler in El Paso. Der Roman wurde 1936 von Mervyn LeRoy verfilmt.
1936 wurde er in die American Academy of Arts and Letters gewählt.

## Weitere Werke
- Action at Aquila (1937, dt. Oberst Franklin)
- The Forest and the Fort (1943, dt. Der Wald und das Fort)
- Bedfort village (1948, dt. Das Dorf am Rande der Welt)